# Mollaməmmədli
Mollaməmmədli è un comune dell'Azerbaigian situato nel distretto di Bərdə. Conta una popolazione di 399 abitanti.